# Uta Boockhoff-Gries
Uta Boockhoff-Gries (* 1944 in Neustadt in Holstein) ist eine deutsche Architektin. Sie war 1993–2007 die erste Frau in der Position einer Stadtbaurätin in der Geschichte der Stadt Hannover.

## Leben und Wirken
Uta Gries wuchs mit zwei älteren Brüdern auf der Insel Sylt auf, wo sie 1965 ihr Abitur ablegte und anschließend ein Praktikum als Bautischlerin durchlief. 1965–1971 studierte sie Architektur an der TU Hannover. Ab 1966 wohnte sie  in einer Wohngemeinschaft, mit der sie gemeinsam mit Kommilitonen aus der Architekturabteilung unter anderem die Rote-Punkt-Aktion mit Ulla Luther „das Lahmlegen von Straßenbahnen“ mitorganisierte. Direkt nach ihrem Diplom, einer Vierer-Gemeinschaftsarbeit, begann Uta Boockhoff-Gries 1971 ihre Berufslaufbahn in der hannoverschen Bauverwaltung, zunächst unter dem damaligen hannoverschen Stadtbaurat Rudolf Hillebrecht, später unter Stadtbaurat Hanns Adrian. Sie war 1971–1990 Mitarbeiterin im Sachgebiet „Sonderplanung“, deren Leitung sie 1990 übertragen bekam.
1993 wurde sie in der Nachfolge von Hanns Adrian zur Baudezernentin Hannovers gewählt. In ihre Amtszeit fielen als wichtigste Aufgaben die stadtplanerischen Umgestaltungen in der Vorbereitung und Betreuung der Weltausstellung Expo 2000, in deren Zusammenhang auch der neue Stadtteil Kronsberg entstand. Weitere Schwerpunkte ihrer Amtszeit waren der Innenstadtumbau, das Stadtplatzprogramm in den Stadtteilen und das Programm Soziale Stadt. Als Hauptthema sah Boockhoff-Gries die Steigerung der Aufenthaltsqualität öffentlicher Räume wie Straßen, Plätze oder auch dem Mittellandkanal für möglichst viele soziale Gruppen. Dazu zählte auch die „Reparatur“ historischer Gebäudesubstanz insbesondere in der Innenstadt, da laut Bookhoff-Gries „die Menschen [...] eine deutliche Sehnsucht nach Historie“ haben und sich die Hannoveraner wie auch Einwohner anderer Orte in der Regel mit ihren Innenstädten identifizierten.
Ende 2007 ging Boockhoff-Gries in den Ruhestand; ihr Amtsnachfolger wurde zum 1. Januar 2008 Uwe Bodemann.
Uta Boockhoff-Gries wohnt in der Grasdachsiedlung Laher Wiesen.

## Preise
- 2. Preis des DEUBAU-Preis für Examen (Gemeinschaftsarbeit mit zwei Kommilitonen und ihrem späteren Ehemann Hermann Boockhoff zum Thema Öffentlicher Raum und Gebäudebestand unter dem Titel Reaktivierung Altstadt Hannover)
- 2002: Niedersächsischer Bauindustriepreis des Verbands der Bauindustrie für Niedersachsen, für besondere Verdienste bei der städtebaulichen Entwicklung Hannovers[10]

## Schriften (Auswahl)
- Conti-Campus Universität Hannover. In: Unimagazin, Jhrg. 22 (1995), Heft 1, Hannover: Präsidium der Universität, S. 1–24
- Deutscher Städtebaupreis 2003. Bewerbung der Stadt Leinefeld, CD-ROM, Leinefeld, 2003
- Der demographische Wandel in den Städten, dargestellt am Beispiel von Hannover, in: BDA-Jahrbuch, Band 2004/2005, S. 84–87
- Stadtentwicklung in großem Maßstab: Hannover Kronsberg, in: Große Projekte in deutschen Städten. Stadtentwicklung 1990–2010, Berlin: Jovis, 2009, ISBN 3-86859-041-2, S. 136–141